# 도넛 구멍
도넛 구멍은 작은 둥근 반죽 조각으로 만들어진 도넛의 일종이다. 도넛 구멍은 아무것도 바르지 않거나 글레이즈와 같은 토핑으로 코팅할 수 있으며, 미국에서 인기 있는 후식이다. 이름은 링 도넛의 구멍이 적절한 크기의 공으로 채워질 수 있다는 생각에서 유래한다.

## 역사

### 기원
도넛 구멍과 "링" 모양 도넛에 대한 몇 가지 주장이 있다. 가운데에 구멍이 있는 도넛을 만드는 개념은 일반적으로 한손 그레고리 선장에게 기인한다. 그는 1847년 어머니의 도넛 가운데를 잘라내어 첫 링 도넛을 발명했다고 주장했다.
많은 초기 조리법은 도넛을 가운데에 구멍이 있는 둥근 쿠키인 잼블 형태로 만들라고 지시했다. 또한 가운데에 구멍이 있으면 도넛이 더 빨리 익기 때문에 발명되었다고도 제안되었다.

### 인기
1973년, 던킨 도너츠는 메뉴에 "먼치킨"을 추가하여, 링 도넛의 가운데에서 잘라낸 반죽을 활용하는 방법으로 다양한 맛의 도넛으로 판매했다. 이 이름은 1939년 영화 오즈의 마법사의 미니어처 "먼치킨" 캐릭터에서 유래했다고 알려져 있다. 이 체인은 이전에 도넛 구멍으로 마케팅을 시도했으나 실패한 후, 젊은 소비자들에게 어필하기 위해 전략을 변경했다. 그러나 2021년 현재, 이 회사는 일반 크기 도넛과는 별도로 도넛 구멍을 생산한다. 이는 21세기 대부분의 도넛 생산업체에서 흔한 일이다. 1976년, 캐나다 커피 체인 팀홀튼은 "팀빗"이라는 도넛 구멍을 메뉴에 추가했다.

## 설명
일반 도넛과 마찬가지로 도넛 구멍도 여러 종류가 있다. 반죽 자체는 케이크 또는 이스트 스타일 범주에 속할 수 있다. 둘의 주요 차이점은 케이크 스타일 도넛 구멍은 베이킹 소다나 베이킹 파우더와 같은 팽창제를 사용하여 빵을 부풀게 하는 반면, 이스트 스타일 도넛은 이스트를 사용한다는 것이다.